# Lantbruksmötet i Varberg 1904

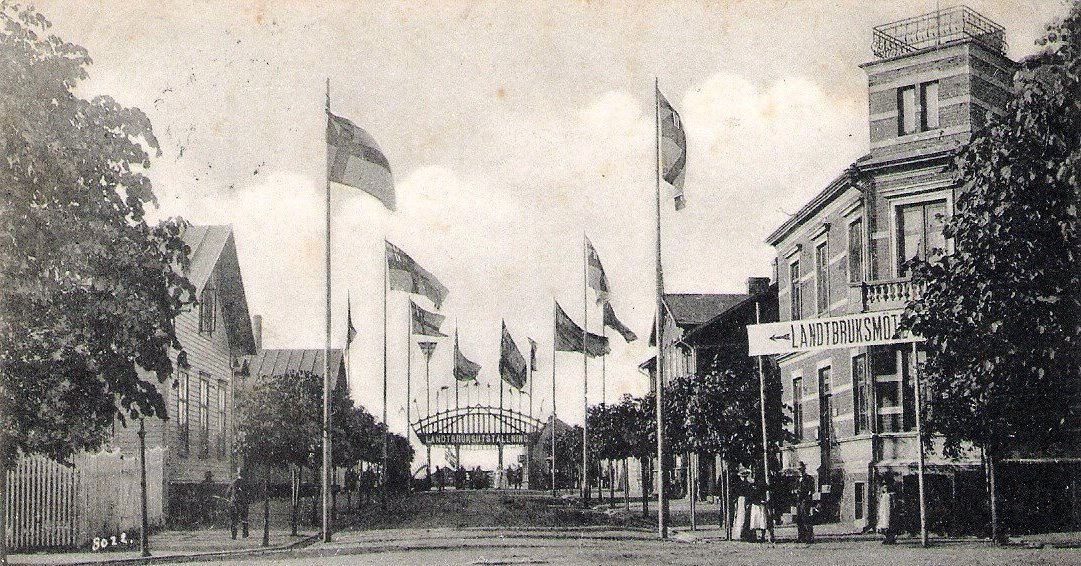
Entrén till lantbruksutställningen i Varberg 1904. Foto: Mathilda Ranch.

Lantbruksmötet i Varberg ägde rum den 16–19 juni 1904 i anslutning till den pågående Hantverksutställningen vid kvarteret Lilla Kari norr om staden. Det var det 30:e lantbruksmötet i Halland anordnad av Hushållningssällskapet. Mötet var mycket välbesökt och genererade en god vinst.
På lantbruksmötet visades bland annat hästar, såväl ardenner som olika varmblodsraser.